# جون ستيفنسون
جون ستيفنسون (بالإنجليزية: John Stevenson)‏ (1 يناير 1862 باسكتلندا في المملكة المتحدة - ) هو مدرب كرة قدم ولاعب كرة قدم بريطاني في مركز نصف الجناح. لعب مع Arthurlie F.C. ‏ وأكرينغتون.